# Oides
Oides là một chi bọ cánh cứng trong họ Chrysomelidae.
Chi này được miêu tả khoa học năm 1801 bởi Weber.

## Các loài
Các loài trong chi này gồm:
- Oides abdominalis (Duvivier, 1884)
- Oides affinis Jacoby, 1883
- Oides albertisi Jacoby, 1879
- Oides alitersignata Vachon, 1980
- Oides alluaudi Laboissiere, 1914
- Oides andrewesi Jacoby, 1900
- Oides antennalis (Baly, 1881)
- Oides antennata (Duvivier, 1884)
- Oides apicalis (Jacoby, 1883)
- Oides apicipennis (Jacoby, 1904)
- Oides arithmetica (Lea, 1925)
- Oides aruensis Vachon, 1980
- Oides australis (Boisduval, 1835)
- Oides babaulti Laboissiere, 1914
- Oides bakeri Laboissiere, 1925
- Oides basalis (Boisduval, 1835)
- Oides basella Laboissiere, 1925
- Oides bengalensis Maulik, 1936
- Oides bertiae Beenen, 2004
- Oides bicarinata Laboissiere, 1932
- Oides bifasciata (Blanchard, 1853)
- Oides bimaculata (Jacoby, 1894)
- Oides bimaculicollis (Lea, 1925)
- Oides biplagiata (Jacoby, 1883)
- Oides bistrivittata (Weise, 1923)
- Oides bitaeniata Laboissiere, 1925
- Oides bivittata (Gahan, 1891)
- Oides blanchardi (Weise, 1853)
- Oides borrei Duvivier, 1883
- Oides bowringii (Baly, 1863)
- Oides cameruna Weise, 1915
- Oides castanea Laboissiere, 1920
- Oides celebensis (Duvivier, 1884)
- Oides chinensis (Weise, 1922)
- Oides circumdata (Montrouzier, 1855)
- Oides clarkii Jacoby, 1833
- Oides clypeata Jacoby, 1894
- Oides coccinelloides (Gahan, 1891)
- Oides collaris (Baly, 1861)
- Oides concolor (Fabricius, 1781)
- Oides conradti Weise, 1902
- Oides continentalis Weise, 1923
- Oides coomani Laboissiere, 1927
- Oides costata Baly, 1881
- Oides cyanella (Jacoby, 1886)
- Oides decellei Berti, 1981
- Oides decemguttata Jacoby, 1886
- Oides decemmaculata Laboissiere, 1927
- Oides decempunctata (Billberg, 1808)
- Oides diardi (Guerin, 1830)
- Oides dichron (Blanchard, 1853)
- Oides diluta Weise, 1912
- Oides dimidiata (Blanchard, 1853)
- Oides dimidiatecornis (Jacoby, 1894)
- Oides dohertyi Jacoby, 1894
- Oides dorsosignata (Clark, 1864)
- Oides duodecimpunctata (Clark, 1865)
- Oides duporti Laboissiere, 1919
- Oides duvauceli (Guerin, 1838)
- Oides elliptica Duvivier, 1884
- Oides elongata Berti, 1981
- Oides epipleuralis Laboissiere, 1929
- Oides fastousa Laboissiere, 1932
- Oides femoralis (Laboissiere, 1940)
- Oides ferruginea (Fabricius, 1781)
- Oides flava (Olivier, 1807)
- Oides flavida Duvivier, 1884
- Oides flavipennis Weise, 1900
- Oides flavipes (Duvivier, 1884)
- Oides flavofasciata Jacoby, 1894
- Oides flavolimbata Tryon, 1892
- Oides fleutiauxi Laboissiere, 1919
- Oides flexuosa (Weise, 1923)
- Oides foevicollis Laboissiere, 1940
- Oides fruhstorferi Vachon, 1980
- Oides fryi (Clark, 1864)
- Oides fulva Laboissiere, 1927
- Oides gestroi Laboissiere, 1929
- Oides gyironga Chen & Jiang, 1981
- Oides humboldti Jacoby, 1894
- Oides humeralis Gahan, 1891
- Oides innocus Gahan, 1891
- Oides intermedia Laboissiere, 1920
- Oides jacobyi Duvivier, 1883
- Oides kampeni Weise, 1917
- Oides kivuensis Laboissiere, 1940
- Oides kolbei Weise, 1902
- Oides laetabilis (Clark, 1864)
- Oides latielava (Fairmaire, 1889)
- Oides leopoldi Laboissiere, 1932
- Oides leucomelaena (Weise, 1922)
- Oides limbata (Blanchard, 1853)
- Oides limbipennis (Weise, 1924)
- Oides lineata (Blanchard, 1853)
- Oides livida (Weber, 1801)
- Oides lixi (Laboissiere, 1932)
- Oides loriae Jacoby, 1904
- Oides luteola Laboissiere, 1927
- Oides maculata (Olivier, 1807)
- Oides maculicollis (Jacoby, 1896)
- Oides maculosa Gahan, 1891
- Oides marcida Duvivier, 1884
- Oides margineguttata (Blanchard, 1853)
- Oides melanocephala (Boisduval, 1835)
- Oides melanophila Weise, 1917
- Oides metallica (Jacoby, 1884)
- Oides minor Weise, 1902
- Oides multimaculata Pic, 1928
- Oides niasensis (Bowditch, 1925)
- Oides nigerrima Laboissiere, 1940
- Oides nigricollis Jacoby, 1886
- Oides nigripennis Laboissiere, 1927
- Oides nigriventris (Blanchard, 1853)
- Oides nigropalgiata Jacoby, 1886
- Oides olivieri (Guerin, 1838)
- Oides ornatipennis Duvivier, 1884
- Oides ovalis Laboissiere, 1925
- Oides ovatipennis (Gahan, 1891)
- Oides palleata (Fabricius, 1801)
- Oides pallicornis (Jacoby, 1899)
- Oides pallidipennis Gahan, 1909
- Oides pectoralis (Clark, 1865)
- Oides perplexa Jacoby, 1886
- Oides philippinensis (Boheman, 1859)
- Oides pilicornis Weise, 1912
- Oides plantarum (Blackburn, 1896)
- Oides polita (Lea, 1925)
- Oides postica (Boisduval, 1835)
- Oides posticalis (Guerin-Meneville, 1838)
- Oides quadrifasciata Jacoby, 1886
- Oides quadriguttata Duvivier, 1884
- Oides quadrivittata (Gahan, 1891)
- Oides quinquelineata Jacoby, 1886
- Oides raffrayi Laboissiere, 1932
- Oides revoili (Fairmaire, 1887)
- Oides rhabdoscelis Weise, 1922
- Oides rugulosa Laboissiere, 1927
- Oides scutellata (Hope, 1831)
- Oides seminigra (Clark, 1846)
- Oides semipunctata Duvivier, 1884
- Oides sexlineata (Montrouzier, 1857)
- Oides sexmaculipennis (Lea, 1925)
- Oides sexsignata (Boisduval, 1835)
- Oides sexvittata Duvivier, 1884
- Oides sheppardi Jacoby, 1906
- Oides silphomorphoides Blackburn, 1888
- Oides similis Berti, 1981
- Oides soror Blackburn, 1888
- Oides speciosa Laboissiere, 1940
- Oides spilota Weise, 1912
- Oides sternalis Weise, 1913
- Oides straminea Weise, 1904
- Oides subaenea Jacoby, 1886
- Oides sublaevipennis Jacoby, 1903
- Oides subtilissima Duvivier, 1884
- Oides sumatrensis (Blanchard, 1853)
- Oides tarsalis Gahan, 1891
- Oides tarsata (Baly, 1865)
- Oides tepperi Blackburn, 1888
- Oides terminata Jacoby, 1886
- Oides tetraspilota Vachon, 1980
- Oides thibetana Jacoby, 1900
- Oides tibialis (Duvivier, 1884)
- Oides tibiella Wilcox, 1884
- Oides tigrina (Blackburn, 1896)
- Oides tonkinensis Laboissiere, 1929
- Oides typographica (Ritsema, 1875)
- Oides ustulaticia Laboissiere, 1927
- Oides uviraensis Berti, 1981
- Oides varivittata (Lea, 1925)
- Oides velata (Blackburn, 1896)
- Oides vexilla Duvivier, 1884
- Oides violaceipennis Duvivier, 1884
- Oides vitae Gressitt, 1963
- Oides vittata (Fabricius, 1801)